# Engin Öztürk (Musiker)

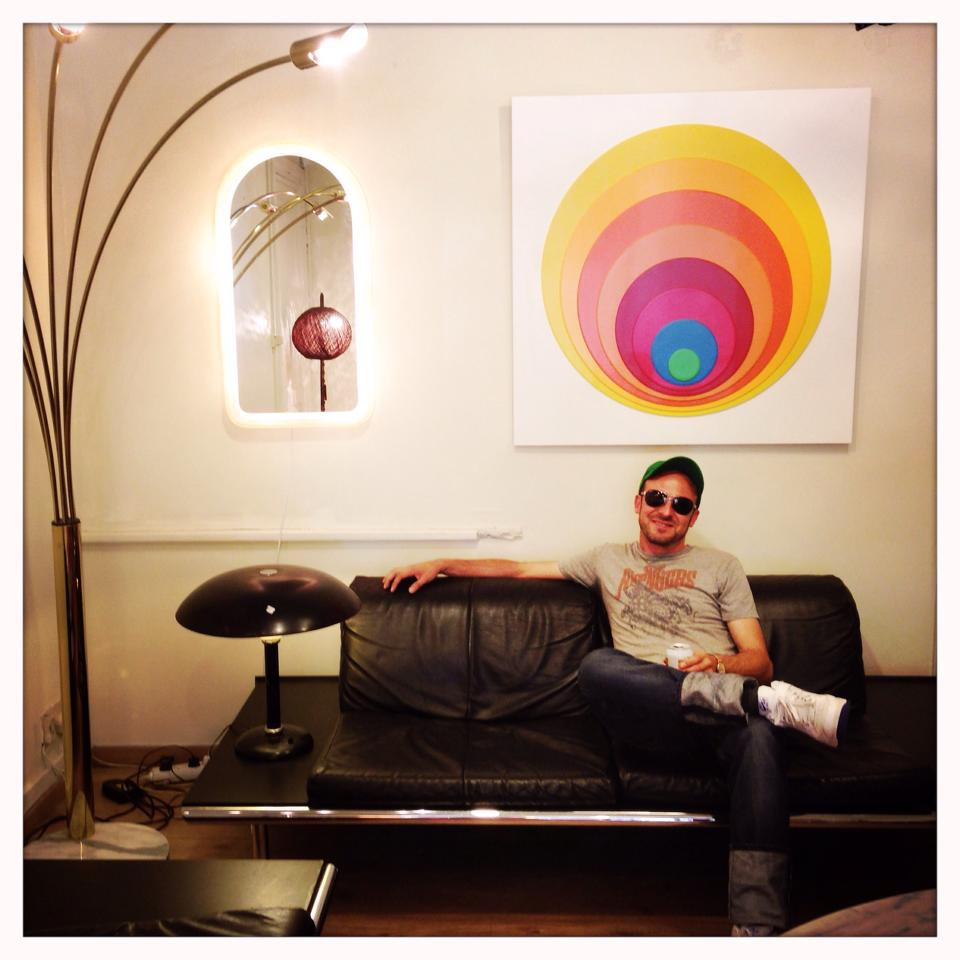
Engin Öztürk (2014)

Engin Öztürk, auch bekannt unter Engin Seyrl (* 1973 in Bremerhaven), ist ein in Berlin lebender deutsch-türkischer Musiker.

## Leben
Öztürk betätigt sich als Musikproduzent, Komponist und Mastering- und Mixingengineer für verschiedene Projekte. Seine ersten Veröffentlichungen waren im Jahr 1996.
Engins Projekte, in denen er in verschiedenen Funktionen zu hören ist, sind u. a. Faruk Green, Holmby Hills, Here Today und Desolé Leo. Auch hat er Musik für Film und Werbung komponiert und produziert.

## Diskographie (Auswahl)
- 1996: Faruk Green – Untitled 7" (33rpm Records)
- 1997: Faruk Green – Faith 7" (33rpm Records)
- 1999: Faruk Green – On The Way To Üsküdar LP (Deck8)
- 2002: Faruk Green – A Certain Mr. Green LP (Copasetik)
- 2007: Here Today – Modernist 12" (Philpot)
- 2008: Here Today – Good News (Buzzin’ Fly)
- 2010: Holmby Hills – Bohemia EP (FormResonance)
- 2010: Here Today – Qualify & Satisfy (Suol)
- 2011: Here Today – Down Here (Claqueur Records)